# Rüdiger Rubel
Rüdiger Rubel (* 3. Februar 1954 in Frankfurt am Main) ist ein deutscher Rechtswissenschaftler und ehemaliger Vorsitzender Richter am deutschen Bundesverwaltungsgericht.

## Leben
1982 beendete Rubel seine juristische Ausbildung mit dem Zweiten Juristischen Staatsexamen und promovierte an der Johann Wolfgang Goethe-Universität Frankfurt am Main. Ab 1983 war er als Richter, zunächst am Amtsgericht Frankfurt am Main und am Verwaltungsgericht Wiesbaden, tätig. Er wurde zeitweilig an das Justizministerium Hessens und als Wissenschaftlicher Mitarbeiter an das Bundesverfassungsgericht abgeordnet. In der Zeit von Oktober 1989 bis Mai 1991 war er Richter am Verwaltungsgericht Frankfurt am Main und wurde hiernach Richter am Hessischen Verwaltungsgerichtshof und wurde erneut in das Justizministerium Hessens abgeordnet.
Im März 1996 wurde er zum Richter am Bundesverwaltungsgericht ernannt. Er gehörte dort zunächst dem 11. Revisionssenat und dann von 2001 bis zum November 2008 dem 9. Revisionssenat an, zuletzt als stellvertretender Vorsitzender des 9. Senates. In seiner Zeit in diesen beiden Senaten waren diese  unter anderem zuständig für Flurbereinigungsrecht, Atomrecht, Straßenrecht, das Recht des Baues von Wasserstraßen, Erschließungs- und das Erschließungsbeitragsrecht. Am 6. November 2008 wurde er Vorsitzender Richter am Bundesverwaltungsgericht. Rubel leitet dort den 4. Revisionssenat. Der 4. Senat ist zuständig für öffentliches Bau- und Bodenrecht, das  Raumordnungsrecht, das Fachplanungsrecht sowie das Recht der Anlegung und des Betriebes von Flugplätzen. Außerdem war er von Mai 2016 bis Dezember 2018 Vorsitzender des Fachsenats. Nach 23-jähriger Tätigkeit trat er Ende Oktober 2019 in den Ruhestand.
Rüdiger Rubel ist wissenschaftlich als Honorarprofessor der Justus-Liebig-Universität Gießen tätig. Er ist Mitherausgeber der Fachzeitschrift Juristische Arbeitsblätter (JA) und dortiger Schriftleiter für den Bereich des öffentlichen Rechts.